# 히위족
히위족(히브리어: חוים)은 고대 가나안 지역에 거주했던 민족 중 하나이다. 창세기 10장에 따르면 함의 아들인 가나안의 후손 중 하나이다. 이들에 대한 학계의 정설은 아직 수립되지 않았다.

## 어원
히브리어로 "천막 거주자"라는 의미의 '하와'(חוה)에서 왔다는 주장이 있었으나, 최근에 반박되었다. 히위족으로 비정되는 민족이 등장한 이집트어나 메소포타미아언어 기록은 남아있는 바가 없다. 그러나 루비아어와 페니키아어가 같이 기록된 한 기록물에서 등장하는 '히야와'를 히위족과 동일시하는 시각도 있다.

## 위치
히위족은 여호수아기와 판관기에 의하면 레바논의 산지에 거주했으며, 특히 바알헤르몬산에서 하맛 어귀에 이르는 레바논 산에 자리잡았다고 기록되어있다. 이외에도 여호수아기 9장 17절에 등장하는 기브온, 그비라, 브에롯, 키럇여아림을 두고 마소라 본문에서는 히위족의 땅으로, 70인역에서는 호리족의 땅으로 기록하기도 한다.
여호수아기 11장 3절에서는 미스바 지방 헤르몬 산 밑에 거주한다고 언급되는 민족에 대해서도 이와 같이 사본마다 기록이 갈린다. 70인역에서는 헷족을, 마소라 본문에서는 히위족이 거주한다고 기록했는데, 주요 한국 역본에서는 모두 히위족으로 번역하였다.
사무엘하 24장 7절 역시 티레 성 바로 다음에 언급되는 민족을 두고 70인역에서는 헷족으로 기록했으나, 마소라 본문과 주요 한국어 역본에서는 히위족으로 번역했다.

## 성경에서
구약성경에서 히위인들은 아브라함의 하나님이 아브라함의 자손에게 약속한 땅인 가나안의 거주민 중 하나로 등장한다. 이외에도 창세기 36장 2절에서 에사오의 부인 오홀리바마를 언급할 때 나타나기도 한다. 마소라 본문과 개역개정판 등이 오홀리바마를 히위족의 손녀라고 번역하나, 70인역과 36장 20절의 기록을 차용하여 공동번역성서에서는 호리족의 손녀로 번역하였다.
여호수아기는 여호수아가 이스라엘 민족을 이끌고 가나안을 정벌할 때 거기에 살던 일곱 부족을 쫓아내라는 명령을 받는데, 이 때 언급된 부족들이 가나안족, 헷족, 히위족, 브리즈족, 기르갓족, 아모리족, 여부스족이다. 또한 여호수아기 9장에서는 히위족이 하나님의 제단 일을 거들게 된 내력을 설명한다.
다윗의 인구조사에서도 히위족이 언급된다. 솔로몬의 치세동안 히위족이 노역에 부려진 후로 계속 노예로 부려졌다는 기록도 등장한다. 히위족은 이후 이스라엘 민족에 동화된 것으로 보인다.

## 참고 문헌
- Barker, Burdick, Stek, Wessel, Youngblood (Eds.). (1995). The New International Version Study Bible. (10th Ann ed). Grand Rapids, MI: Zondervan.
- Bright, John. (2000). A History of Israel. (4th ed.). Louisville, KY: Westminster John Knox Press.
- DeVaux, Roland. (1997). Ancient Israel. (John McHugh, Trans.) Grand Rapids, MI: Eerdmans.
- Freedman, David Noel (Ed.). (2000). Eerdmans Dictionary of the Bible. (pp. 597) Grand Rapids, MI: Eerdmans.
- Wood, Millard, Packer, Wiseman, Marshall (Eds.). (1996). New Bible Dictionary (3rd ed.) (pp. 477). Downers Grove, IL: Intervarsity Press.